# 劉安定
劉安定（約1908年—2008年9月14日），中華民國政治人物，曾任鹿谷鄉鄉民代表會主席、南投縣議員，卸任後以經營杉林溪旅遊事業為業，也是現今杉林溪森林生態渡假園區創辦人。
家住鹿谷鄉和雅村的劉安定是當地耆老，年少時在山區打工為生，之後做過山產買賣及木材生意，也曾做過挑夫及木馬工作，奔走於杉林溪與溪頭之間山徑。1961年任選鹿谷鄉民代表會主席，1964年參選南投縣議員，並連任四屆縣議員。
劉安定有感於自己早年常在杉林溪工作，計畫在杉林溪開發旅遊事業，特向烏來雲仙樂園學習其經營籌組「杉林溪遊樂事業股份有限公司」，遂於1972年向政府爭取，因計畫中需要闢建一條聯絡溪頭的溪阿公路，鉅額的工程使政府實行困難，經謝東閔、林洋港等人協助下，使17公里長的道路順利完成，劉安定則擔任首任董事長。縣議員職務卸任後，劉安定便全心經營杉林溪旅遊事業，直到1997年將董事長職務交棒給陳昭坤才卸任。
1999年發生921大地震，因而造成溪阿公路中斷，後來於2003年興建完成的安定隧道，劉安定出席這場通車典禮，通車後解決了杉林溪對外困境，而這座隧道便是以劉安定為名。2008年中秋節當日中午，劉安定以100歲高齡仙逝於鹿谷和雅村住家。

## 解
1. ↑  2010年杉林溪森林遊樂區更名「杉林溪森林生態渡假園區」[4]。